# 威拉蓬·威初玛
威拉蓬·威初玛（2004年8月10日—），泰国男子举重运动员，2023年亚洲举重锦标赛男子73公斤级银牌得主、2022年亞洲運動會男子73公斤级银牌得主、2024年夏季奥林匹克运动会男子73公斤级银牌得主。